# Hall of Fame Open 2022
Hall of Fame Open 2022 byl tenisový turnaj hraný jako součást mužského okruhu ATP Tour na otevřených travnatých dvorcích Casina Newport, v sídle Mezinárodní tenisové síně slávy. Konal se mezi 11. až 17. červencem 2022 v americkém Newportu jako čtyřicátý šestý ročník turnaje. 
Turnaj s rozpočtem 665 330 dolarů patřil do kategorie ATP Tour 250. Nejvýše nasazeným hráčem ve dvouhře se stal devátý tenista světa Félix Auger-Aliassime z Kanady. Jako poslední přímý účastník do hlavní singlové soutěže nastoupil 129. hráč žebříčku, Američan Jack Sock.
V důsledku invaze Ruska na Ukrajinu na konci února 2022 řídící organizace tenisu ATP, WTA a ITF s grandslamy rozhodly, že ruští a běloruští tenisté mohli dále na okruzích startovat, ale do odvolání nikoli pod vlajkami Ruska a Běloruska.
Premiérový singlový titul na okruhu ATP Tour vybojoval 25letý Američan Maxime Cressy, který se poprvé posunul na 33. příčku žebříčku. Na prvním společně odehraném turnaji čtyřhru ovládli Američané Steve Johnson a William Blumberg, jenž triumf z předchozího ročníku obhájil.

## Rozdělení bodů a finančních odměn

### Rozdělení bodů
| Soutěž  | Soutěž      | vítězové | finalisté | semifinalisté | čtvrtfinalisté | 16 v kole | 28 v kole | Q  | Q2 | Q1 |
| ------- | ----------- | -------- | --------- | ------------- | -------------- | --------- | --------- | -- | -- | -- |
| dvouhra | [ 1 ] [ 5 ] | 250      | 150       | 90            | 45             | 20        | 0         | 12 | 6  | 0  |
| čtyřhra | [ 6 ]       | 250      | 150       | 90            | 45             | 0         | —         | —  | —  | —  |

### Finanční odměny
| Soutěž                                | Soutěž      | vítězové | finalisté | semifinalisté | čtvrtfinalisté | 16 v kole | 28 v kole | Q2      | Q1      |
| ------------------------------------- | ----------- | -------- | --------- | ------------- | -------------- | --------- | --------- | ------- | ------- |
| dvouhra                               | [ 1 ] [ 5 ] | 90 495 $ | 52 790 $  | 31 035 $      | 17 985 $       | 10 440 $  | 6 380 $   | 3 190 $ | 1 740 $ |
| čtyřhra                               | [ 6 ]       | 31 440 $ | 16 820 $  | 9 860 $       | 5 510 $        | 3 250 $   | —         | —       | —       |
| částka ve čtyřhrách je uvedena na pár |             |          |           |               |                |           |           |         |         |

## Mužská dvouhra

### Nasazení
| Stát                           | Hráč                  | ATP | Nasazení |
| ------------------------------ | --------------------- | --- | -------- |
| Kanada                         | Félix Auger-Aliassime | 9.  | 1.       |
| USA                            | John Isner            | 24. | 2.       |
| Kazachstán                     | Alexandr Bublik       | 38. | 3.       |
| USA                            | Maxime Cressy         | 45. | 4.       |
| Francie                        | Benjamin Bonzi        | 47. | 5.       |
| Spojené království             | Andy Murray           | 52. | 6.       |
| Česko                          | Jiří Veselý           | 68. | 7.       |
| Austrálie                      | James Duckworth       | 74. | 8.       |
| Žebříček ATP k 27. červnu 2022 |                       |     |          |

### Jiné formy účasti
Následující hráči obdrželi divokou kartu do hlavní soutěže:
- Félix Auger-Aliassime
- Andy Murray
- Max Purcell

Následující hráči postoupili z kvalifikace:
- William Blumberg
- Liam Broady
- Christopher Eubanks
- Mitchell Krueger

### Odhlášení
před zahájením turnaje
- Jenson Brooksby → nahradil jej  Stefan Kozlov
- Jack Draper → nahradil jej  Tim van Rijthoven
- Ilja Ivaška → nahradil jej  Feliciano López
- Denis Kudla → nahradil jej  Jack Sock

## Mužská čtyřhra

### Nasazení
| Stát                                                                      | Hráč              | Stát     | Hráč            | ATP  | Nasazení |
| ------------------------------------------------------------------------- | ----------------- | -------- | --------------- | ---- | -------- |
| Jižní Afrika                                                              | Raven Klaasen     | Brazílie | Marcelo Melo    | 92.  | 1.       |
| Mexiko                                                                    | Hans Hach Verdugo | USA      | Hunter Reese    | 135. | 2.       |
| USA                                                                       | Nathaniel Lammons | USA      | Jackson Withrow | 163. | 3.       |
| USA                                                                       | William Blumberg  | USA      | Steve Johnson   | 165. | 4.       |
| Žebříček ATP k 27. červnu 2022; číslo je součtem umístění obou členů páru |                   |          |                 |      |          |

### Jiné formy účasti
Následující páry obdržely divokou kartu do hlavní soutěže:
- Félix Auger-Aliassime /  Benjamin Bonzi
- Richard Ciamarra /  Sam Querrey

### Odhlášení
před zahájením turnaje
- Maxime Cressy /  Marc-Andrea Hüsler → nahradili je  Max Schnur /  Artem Sitak
- Matthew Ebden /  Max Purcell → nahradili je  Max Purcell /  Tim van Rijthoven
- William Blumberg /  Jack Sock → nahradili je  William Blumberg /  Steve Johnson
- Treat Conrad Huey /  Denis Kudla → nahradili je  Radu Albot /  Treat Conrad Huey
- Sadio Doumbia /  Fabien Reboul → nahradili je  Nicholas Monroe /  Fabien Reboul

## Přehled finále

### Mužská dvouhra
- Maxime Cressy vs.  Alexandr Bublik, 2–6, 6–3, 7–6(7–3)

### Mužská čtyřhra
- William Blumberg /  Steve Johnson vs.  Raven Klaasen /  Marcelo Melo, 6–4, 7–5